# Schaumburger Wald

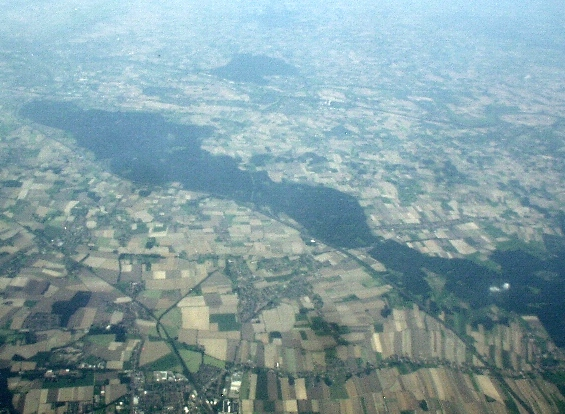
Luftbild des Schaumburger Waldes, unten links Stadthagen

Der Schaumburger Wald ist ein Wald, der sich von der Grenze zwischen Niedersachsen und Nordrhein-Westfalen beim Bückeburger Ortsteil Nordholz in nordöstlicher Richtung bis kurz vor Wölpinghausen am Fuß der Rehburger Berge erstreckt. Der historische Grenzwald liegt in der Norddeutschen Tiefebene, erreicht maximal eine Höhe von etwa 75 m ü. NN und hat eine Fläche von rund 40 km². Er liegt im Wesentlichen im Landkreis Schaumburg in Niedersachsen.

## Geografische Lage
Der Schaumburger Wald, der in Südwest-Nordost-Richtung 19,5 km lang und in Nordwest-Südost-Richtung bis vier Kilometer breit ist, liegt im Flachland zwischen etwa 45 und 75 m ü. NN. Seine höchste Erhebung (⊙) befindet sich westlich der Landesstraße L 371, die Wölpinghausen im Norden mit Pollhagen im Süden verbindet. Knapp 800 Meter westnordwestlich davon liegt eine 74,3 m ü. NN hohe Stelle.
Der Schaumburger Wald liegt direkt östlich der Landesgrenze zu Nordrhein-Westfalen im Nordwestteil des Landkreises Schaumburg östlich der Weser, südlich der Rehburger Berge und nordwestlich des Mittellandkanals. Er erstreckt sich zwischen Wölpinghausen im Norden, Pollhagen und Niedernwöhren im Osten (südöstlich davon liegen die Kreisstadt Stadthagen und die Stadt Obernkirchen), Bückeburg im Süden, der Mittelstadt Minden im Südwesten sowie der Stadt Petershagen und dem Flecken Wiedensahl im Westen. Im Norden grenzt er Im Bereich Loccum-Münchehagen an den Landkreis Nienburg/Weser.
Die Landesgrenze zum Kreis Minden-Lübbecke und damit zu Nordrhein-Westfalen fällt ziemlich genau mit der Südwestgrenze des Waldes zusammen. Dennoch reichen einige Waldzungen in das westfälische Gebiet hinein (z. B. südlich Petershagen-Borstel). Darüber hinaus können die zahlreichen unmittelbar vorgelagerten Waldinseln im Bereich der Stadt Petershagen im weiteren Sinne noch zum Schaumburger Wald gerechnet werden, sodass auch der Kreis Minden-Lübbecke einen geringfügigen Anteil des Schaumburger Waldes aufweist.
Durch die östlichen Bereiche im Mittelteil des Schaumburger Waldes verläuft, etwa parallel zum Mittellandkanal, die „Landwehrallee“. Dies ist ein breiter Fahrweg, der nahe dem Waldrand von Mittelbrink-Landwehr (zu Niedernwöhren) im Nordosten bis Rusbend (zu Bückeburg) im Südosten führt.

## Geschichte
Früher war der Schaumburger Wald ein Grenzwald zwischen dem Fürstentum Schaumburg-Lippe und dem Königreich Hannover, ab 1866 Preußen; heute bilden Teile seines Westrands Abschnitte der Landesgrenze zu Nordrhein-Westfalen. Auf rund 25 km Länge erstreckt sich im Schaumburger Wald die Schaumburger Landwehr, die früher bis zum Steinhuder Meer reichte und im Mittelalter die Grenze der alten Grafschaft Schaumburg und namentlich der welfischen Gebiete des Herzogtums Braunschweig-Lüneburg kennzeichnete. Der Schaumburger Wald ist der nordwestliche Restbestand des historischen Dülwaldes, der sich einst von Minden bis zum Steinhuder Meer ausdehnte und ein Grenzwald alter sächsischer Gaue war.
Inmitten des Waldes, an der Verbindungsstraße Petershagen–Bückeburg, befinden sich das Jagdschloss Baum und ein kleines Mausoleum, die letzte Ruhestätte des Schaumburger Grafen Wilhelm und seiner Familie.
Ein weiteres Mausoleum befindet sich im Südteil des Schaumburger Waldes etwa einen Kilometer nördlich der Verbindungsstraße Meinsen nach Cammer (beide zu Bückeburg). Es enthält die Särge der Gründerin von Bad Eilsen, Gräfin Juliane von Schaumburg-Lippe (1761–1799), und ihrer Mutter. Juliane war früh Witwe geworden, und auch das Grab ihres heimlichen Geliebten, des fürstlichen Oberforstmeisters Clemens August von Kaas (1760–1832), befindet sich an sehr versteckter Stelle im Wald, östlich von Schloss Baum.
Der Schaumburger Wald erlangte dadurch kulturgeschichtliche Bedeutung, dass Wilhelm Busch an seinen Waldrändern und auf seinen Waldwiesen oft gemalt und gezeichnet hat, denn sein Geburtsort Wiedensahl, in dem er sich auch später oft aufhielt, liegt dicht am nordwestlichen Rand des Schaumburger Waldes.

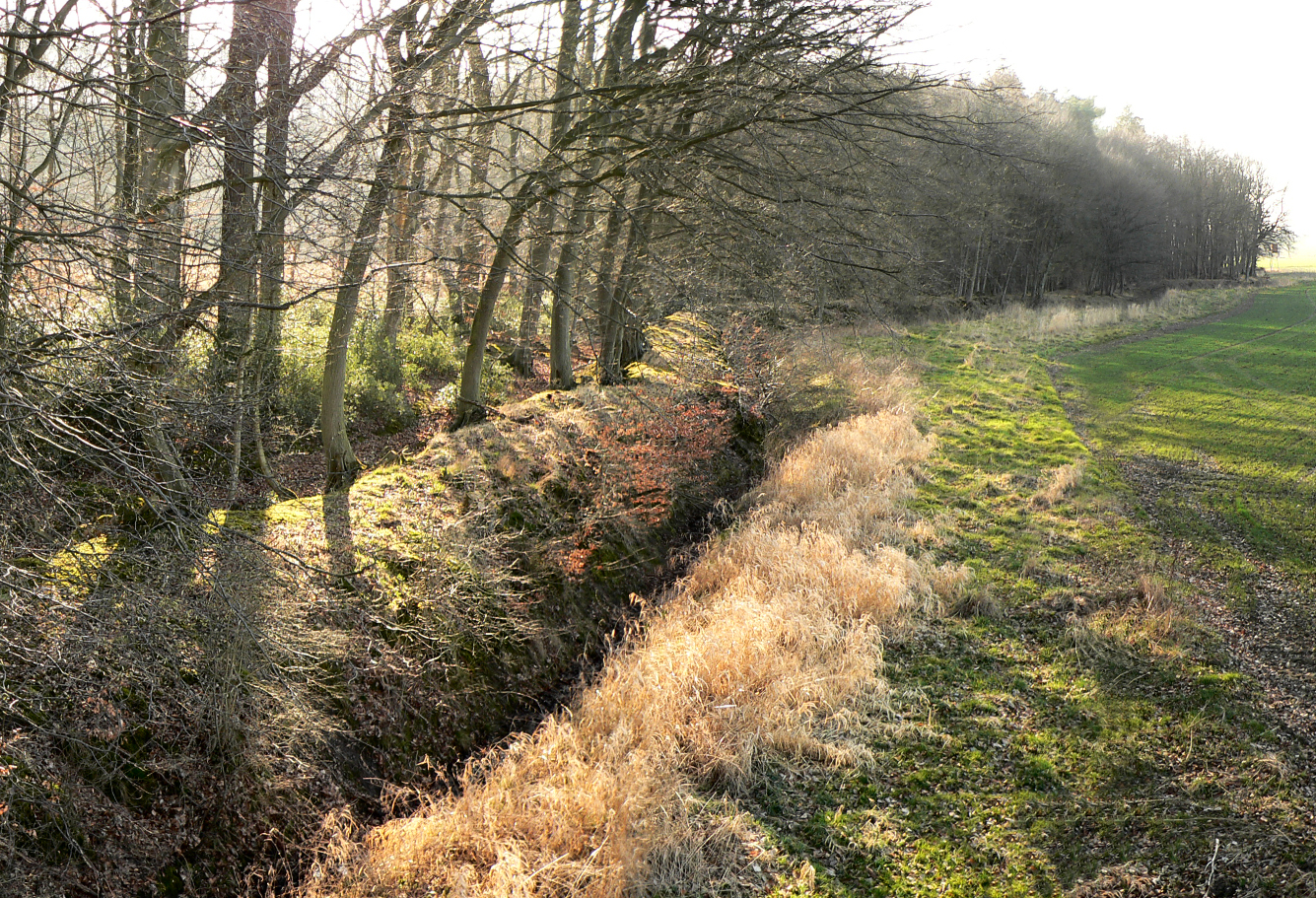
Schaumburger Landwehr
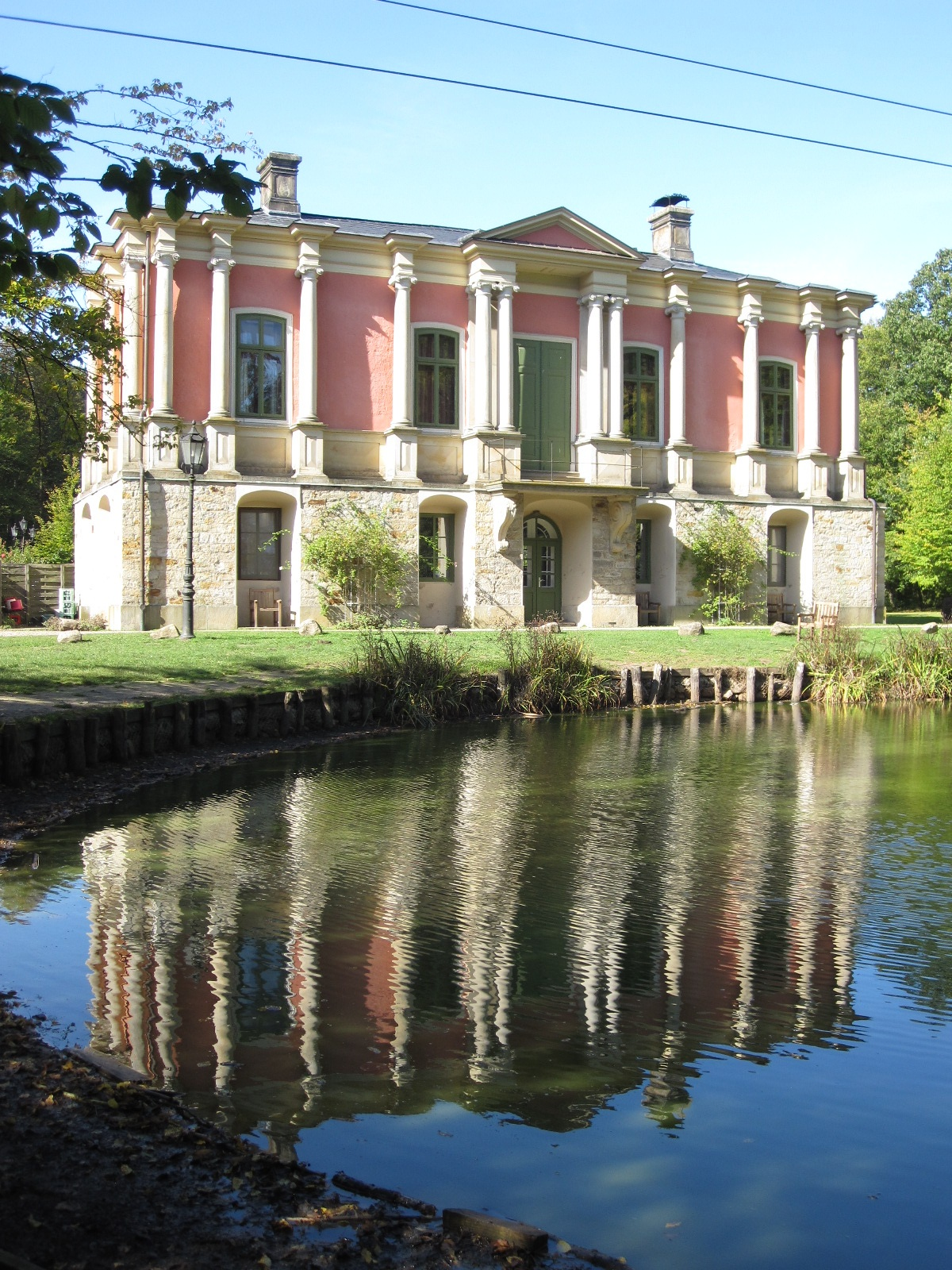
Jagdschloss Baum
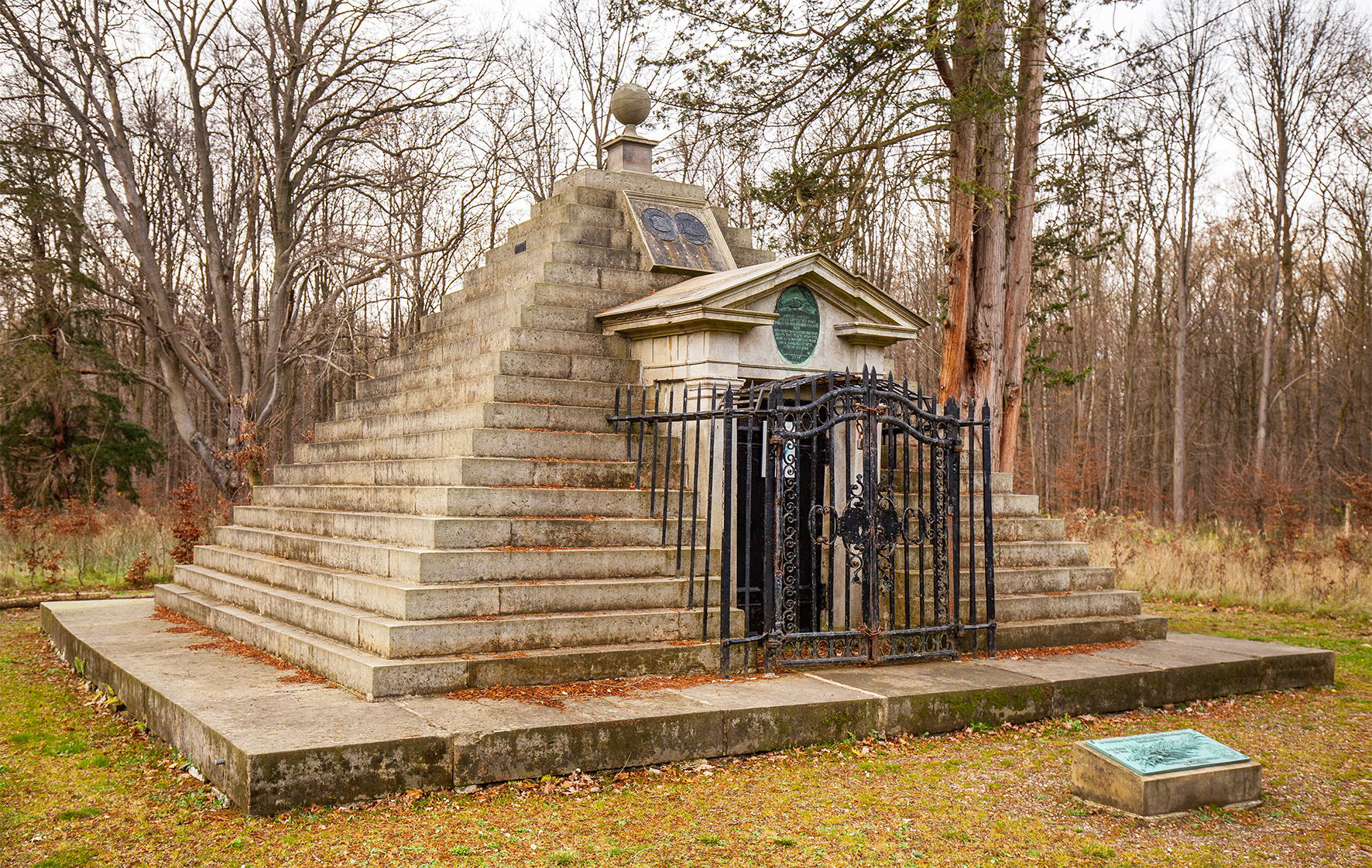
Mausoleum von Graf Wilhelm zu Schaumburg-Lippe
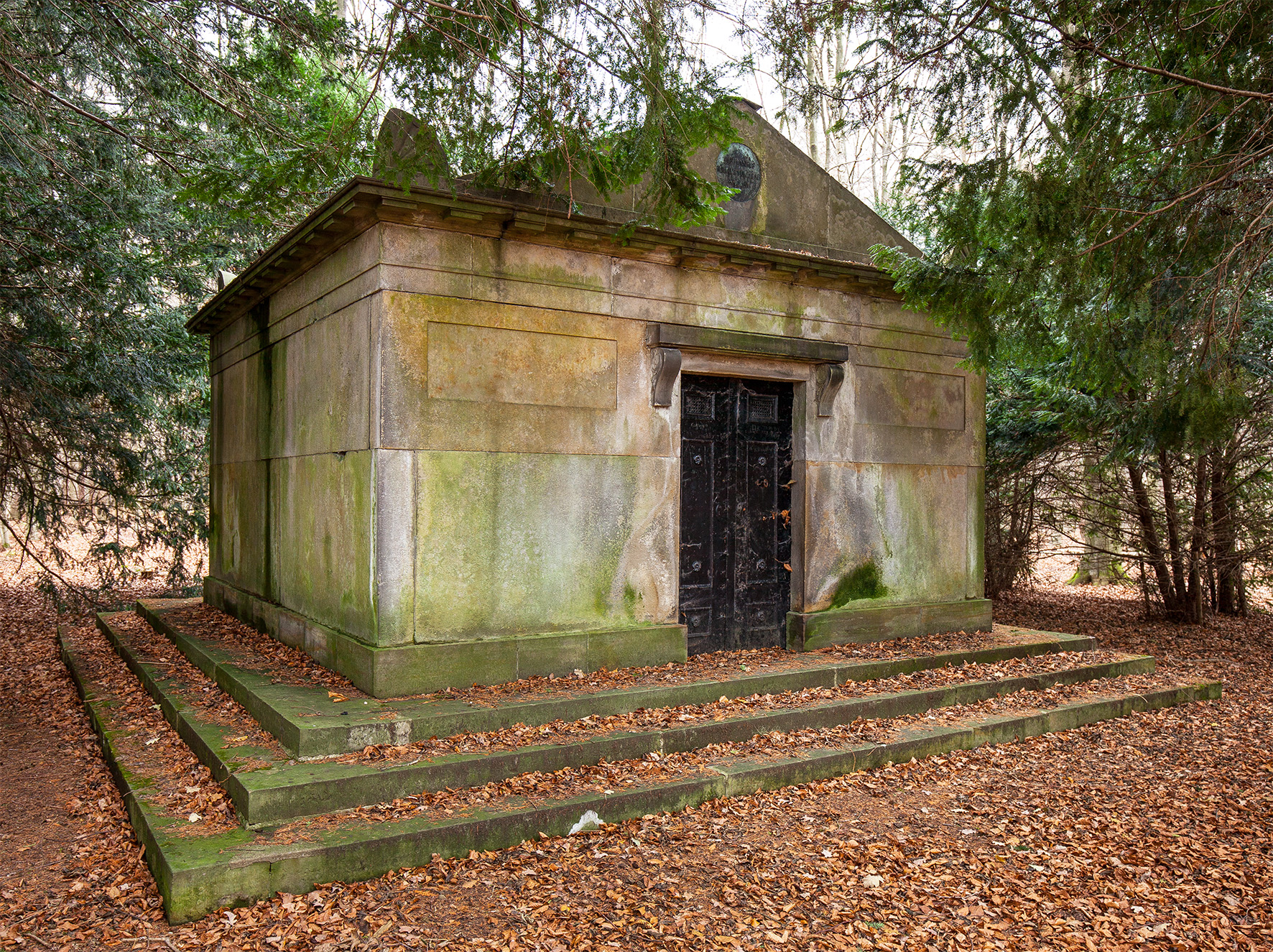
Mausoleum von Gräfin Juliane zu Schaumburg-Lippe

## Flora und Fauna
Der Schaumburger Wald ist ein Nutzwald, der etwa zur Hälfte Alexander Fürst zu Schaumburg-Lippe in Bückeburg gehört. Die andere Hälfte des Waldes, der ganze Waldteil nördlich der L 372 von Wiedensahl nach Niedernwöhren, befindet sich im Domanialbesitz des Landkreises Schaumburg. Der Schaumburger Wald ist überwiegend ein Eichen- und Buchen-Mischwald, dabei mit Restbeständen alter Hute-Eichen. Von alters her sind die mächtigen Eichen der wichtigste Wirtschaftsfaktor des Schaumburger Waldes.
Bei Radfahrern ist der Wald wegen seiner oft kilometerweit geraden breiten und schattigen Waldwege auf ebenem Terrain beliebt. Es gibt zwei touristisch aufbereitete Radwanderstrecken (thematische Hinweise an der Strecke, Routenplan und -beschreibung) durch den Schaumburger Wald: die „Wilhelm-Busch-Route“ und die „Fürstenroute“, die den Wald fast auf ganzer Länge von Spießingshol im Norden bis Rusbend im Süden durchquert. Touristische Einkehrmöglichkeiten sind in Hiddenserborn (am den Wald begrenzenden Mittellandkanal), in Mittelbrink (inmitten des Waldes) sowie im dicht am Wald gelegenen Wiedensahl vorhanden.
Aus seinem Wildbestand sind die Hirsch- und Wildschweinbestände besonders hervorzuheben, ferner auch Dam- und Rehwild.